# Mustafa I.
Mustafa I. (1591. – 20. siječnja 1639.) osmanski sultan
Mustafa I. postaje otomanski sultan nakon smrti brata Ahmeda I. 22. studenog 1617. godine.
Greška u takvoj odluci rukovodećih istanbulskih krugova je veoma brzo uočena, pa već sljedeće godine dolazi do puča kojim se on smjenjuje. Njegov nasljednik tada postaje Osman II. sin Ahmeda I.
U neočekivanom obratu sudbine 20. svibnja 1622. godine dolazi do novog puča kada je ubijen Osman II., a maloumni Mustafa I. se pobjedonosno vraća na vlast. Ipak kao što je ta situacija za državnu vrhušku postala neprihvatljiva tijekom njegove prve vladavine sada se to ponavlja.
U državnom udaru 1623. godine na vlast dolazi drugi maloljetni sin Ahmeda I. Murat IV.
Ostatak života Mustafa I. proživljava u zlatnom prinčevskom kavezu u kojem je proveo i većinu svoga djetinjstva.   
| Prethodnik: | Vladar Osmanskog Carstva (1617. – 1618.) | Nasljednik: |
| Ahmed I.    | Vladar Osmanskog Carstva (1617. – 1618.) | Osman II.   |

| Prethodnik: | Vladar Osmanskog Carstva (1622. – 1623.) | Nasljednik: |
| Osman II.   | Vladar Osmanskog Carstva (1622. – 1623.) | Murat IV.   |